# Borut Ingolič
Borut Ingolič, slovenski atlet, * 2. julij 1939, Ptuj.
Ingolič je za Jugoslavijo nastopil na Poletnih olimpijskih igrah 1960 v Rimu, kjer je nastopil v teku na 800 metrov.